# I-Threes
Die I-Threes waren ein weibliches Gesangstrio, das den Hintergrundgesang bei Bob Marley & the Wailers übernahm. Das Trio bestand aus Judy Mowatt, Marcia Griffiths und Bob Marleys Ehefrau Rita Marley. Es wurde 1974 formiert, kurz nachdem Peter Tosh und Bunny Wailer die Band verlassen hatten. Die I-Threes waren erstmals auf dem Album Natty Dread von 1974 zu hören und begleiteten Bob Marley Anfang 1975 auf seiner Tour durch die Vereinigten Staaten, bei der sie als Vorgruppe für The Jackson Five auftraten. 
Das Trio übernahm ebenfalls den Hintergrundgesang auf zwei Alben von Serge Gainsbourg: Aux armes et cætera (1979) und Mauvaises nouvelles des étoiles (1981).

## Diskografie (Auswahl)

### Eigene Alben
- 1986: Beginning (Tuff Gong)
- 1990: Music for World	(Shanachie Records)
- 1995: Songs of Bob Marley (Mercury Records)

### Begleitung
Bob Marley & the Wailers
- 1974: Natty Dread (Tuff Gong/Island)
- 1975: Live! (Tuff Gong/Island)
- 1976: Rastaman Vibration (Tuff Gong/Island)
- 1977: Exodus (Tuff Gong/Island)
- 1978: Kaya (Tuff Gong/Island)
- 1978: Babylon By Bus (Tuff Gong/Island)
- 1979: Survival (Tuff Gong/Island)
- 1981: Uprising (Tuff Gong/Island)
- 1983: Confrontation (Tuff Gong/Island)

Serge Gainsbourg
- 1979: Aux armes et cætera (Universal)
- 1981: Mauvaises nouvelles des étoiles (Universal)